# Luis Pantoja Calvo
Luis Beltrán Pantoja Calvo es un abogado, policía en retiro y político peruano. Es el actual alcalde  de la provincia del Cusco conforme a los resultados de las elecciones municipales del 2022.
Nació el 20 de diciembre de 1958 en la ciudad de Urcos, capital de la provincia de Quispicanchi. Desde 1984 fue miembro de la Guardia Civil y, luego de la transformación de ésta, de la Policía Nacional del Perú siendo destacado y prestando servicios en varios departamentos del Perú. En el año 2015, a los 57 años, fue dado de alta. Adicionalmente, el año 2009 obtuvo el título de abogado en la Universidad Nacional Federico Villarreal y el año 2010 obtuvo el grado de bachiller en administración y ciencias policiales en la Escuela de Oficiales de la Policía Nacional del Perú. Finalmente, el año 2013 obtuvo el grado de magíster en Gestión Pública en la Universidad ESAN.
Su primera participación política se dio en las elecciones municipales del 2018 en las que postuló a la alcaldía de la provincia del Cusco por el partido Alianza para el Progreso, partido del que fue miembro desde febrero del 2008 hasta su renuncia en junio del 2019. En dicho proceso electoral quedó en segundo lugar tras obtener el 16.649% de los votos. Tras su renuncia al partido Alianza para el Progreso se inscribió en el Movimiento Regional Inka Pachakuteq con el cual participó en las elecciones municipales del 2022 en las que resultó electo tras obtener el 27.64% de los votos